# Д’Орбе, Франсуа
Франсуа́ д’Орбе́ (фр. François d'Orbay, 1634, Париж — 1697, Париж) — французский рисовальщик и архитектор «большого стиля» эпохи правления короля Людовика XIV.

## Биография
Франсуа д’Орбе родился в Париже и, вероятно, получил первое архитектурное образование у своего отца, который был мастером-каменщиком и строительным подрядчиком. В 1654—1661 годах д’Орбе работал помощником архитектора Луи Лево на строительстве Шато де Венсен — Венсеннского замка. Позднее д’Орбе женился на дочери Л. Лево. В 1660 году Лево отправил д’Орбе в Рим для дальнейшего изучения архитектуры. В Риме д’Орбе создал амбициозный эскиз лестницы перед церковью Сантиссима-Тринита-дей-Монти, а также трёх зданий, прилегающих к церкви (1660, проект не был осуществлён). Вероятно, он вернулся в Париж до конца 1660 года.

## Карьера
Среди сохранившихся рисунков д’Орбе — церковь Коллежа Четырёх Наций (1662—1674; ныне Институт Франции), а также проекты оформления интерьеров Луврского дворца и дворца Тюильри. Он также работал на строительстве церкви и монастыря Капуцинов на Вандомской площади, создал эскизы ворот церкви Троицы на улице Сен-Дени, церкви аббатства в Премонтре (1662; снесена в 1719 году).
В 1663 году д’Орбе получил должность в департаменте королевских построек (Bâtiments du Roi), работая в основном чертёжником под руководством Лево, первого архитектора короля (рremier аrchitecte du Roi).
Во второй половине 1660-х годов король Людовик XIV решил перестроить восточную часть Луврского дворца. С 1664 года «сюринтендантом Королевских построек» (surintendant Bâtiments du Roi) был всесильный министр финансов Ж.-Б. Кольбер. По его решению в комиссию по проектированию восточного фасада Лувра вошли архитекторы Луи Лево, Шарля Лебрен, Клод Перро и Франсуа д’Орбе. Скорее всего, Клод Перро играл в этом проекте главную роль и поэтому впоследствии восточный фасад, замкнувший «Квадратный двор» Лувра, получил его имя: «Колоннада Клода Перро».
После смерти Лево в 1670 году д’Орбе продолжал начатые им работы, выполнил проект Лестницы послов (Escalier des Ambassadeurs) в Версале (оформлена по проекту Ш. Лебрена в 1671—1680 годах, разобрана в 1752 году). Однако заслуживает внимания факт, что после смерти Л. Лево должность первого королевского архитектора при Людовике XIV некоторое время оставалась вакантной. В 1681 году эту должность получил Жюль Ардуэн-Мансар. Ранее, в 1678 году, он был назначен главным архитектором Версаля, поэтому д’Орбе вернулся к своей прежней работе рисовальщика, но уже под руководством Мансара.
Тем не менее, существует концепция о значительной роли д’Орбе во многих проектах того времени. По мнению французского архитектора Альбера Лапрада именно д’Орбе проектировал многие важные постройки в период 1660—1697 годов, а также колоннаду Лувра, и в этом случае его следует считать одной из главных фигур в эволюции французского «большого стиля».
В 1671 году д’Орбе стал одним из основателей Королевской академии архитектуры и в том же году спроектировал портал Госпиталя Св. Троицы (разрушен) на улице Сен-Дени в Париже. Среди последних построек д Орбе: Кармелитская церковь в Лионе (1680—1682; позднее разрушена), Театр Комеди-Франсез на улице Фос-Сен-Жермен-де-Пре (ныне улица Ансьен-Комеди) в Париже (1688—1689; здание не сохранилось), Триумфальная арка дю Пейру в Монпелье (спроектирована в 1690 году; построена Огюстен-Шарлем д’Авилером), собор в Монтобане (1692—1739; перестроена после 1697 года Ардуэн-Мансаром и Робером де Котом).

## Галерея

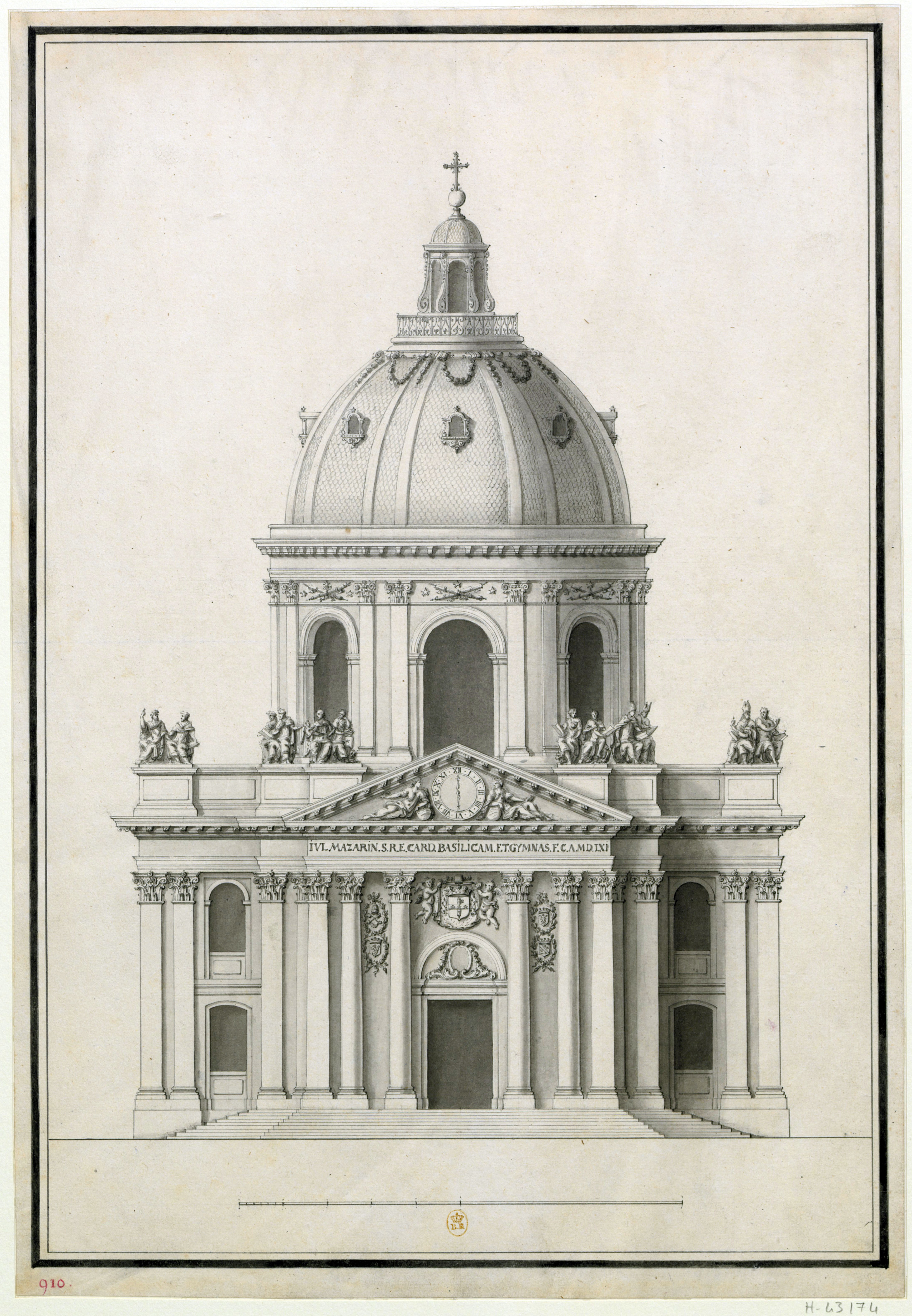
Церковь Коллежа Четырёх Наций в Париже. Проект. 1662
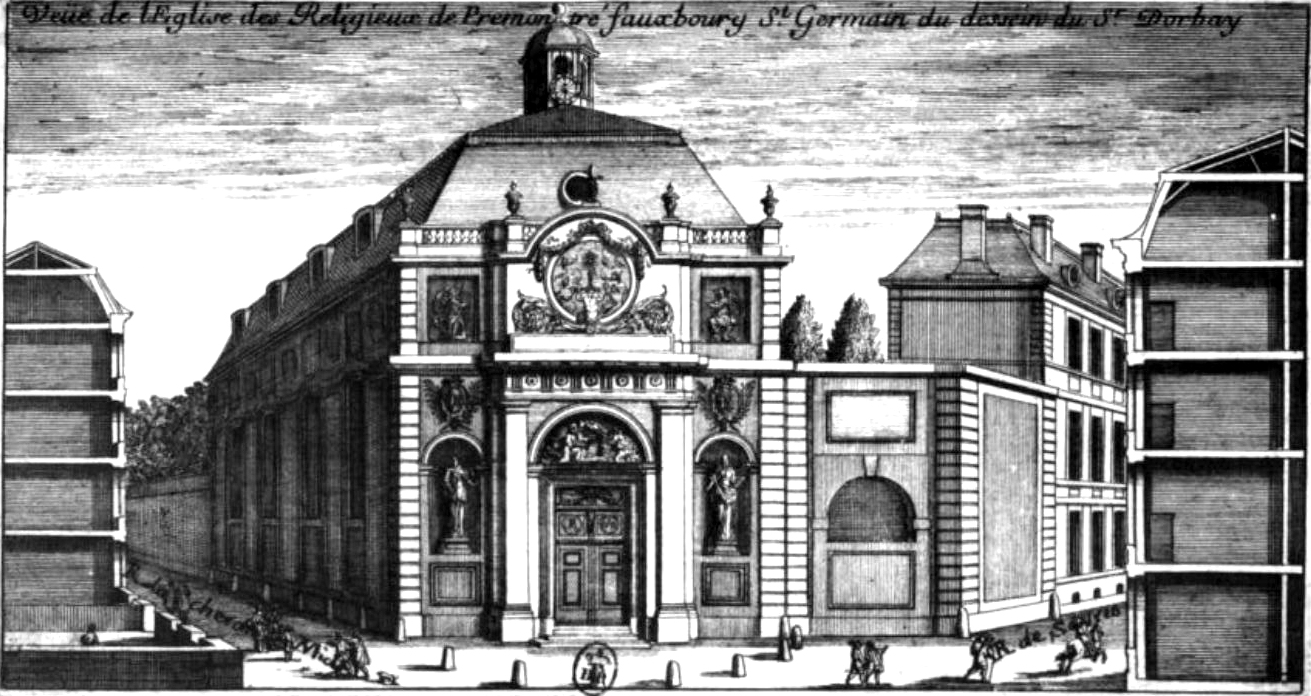
Церковь аббатства Сен-Жермен в Премонтре. 1662 (снесена в 1719 году)
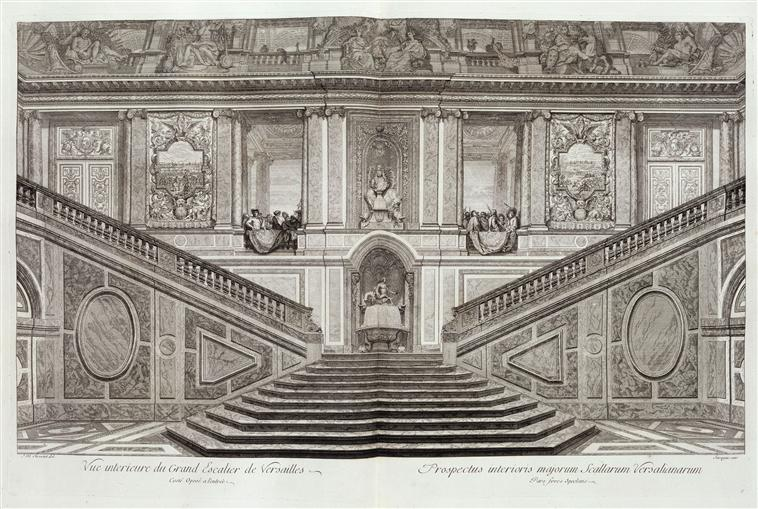
Лестница послов Большого дворца в Версале. Проект. Ок. 1671
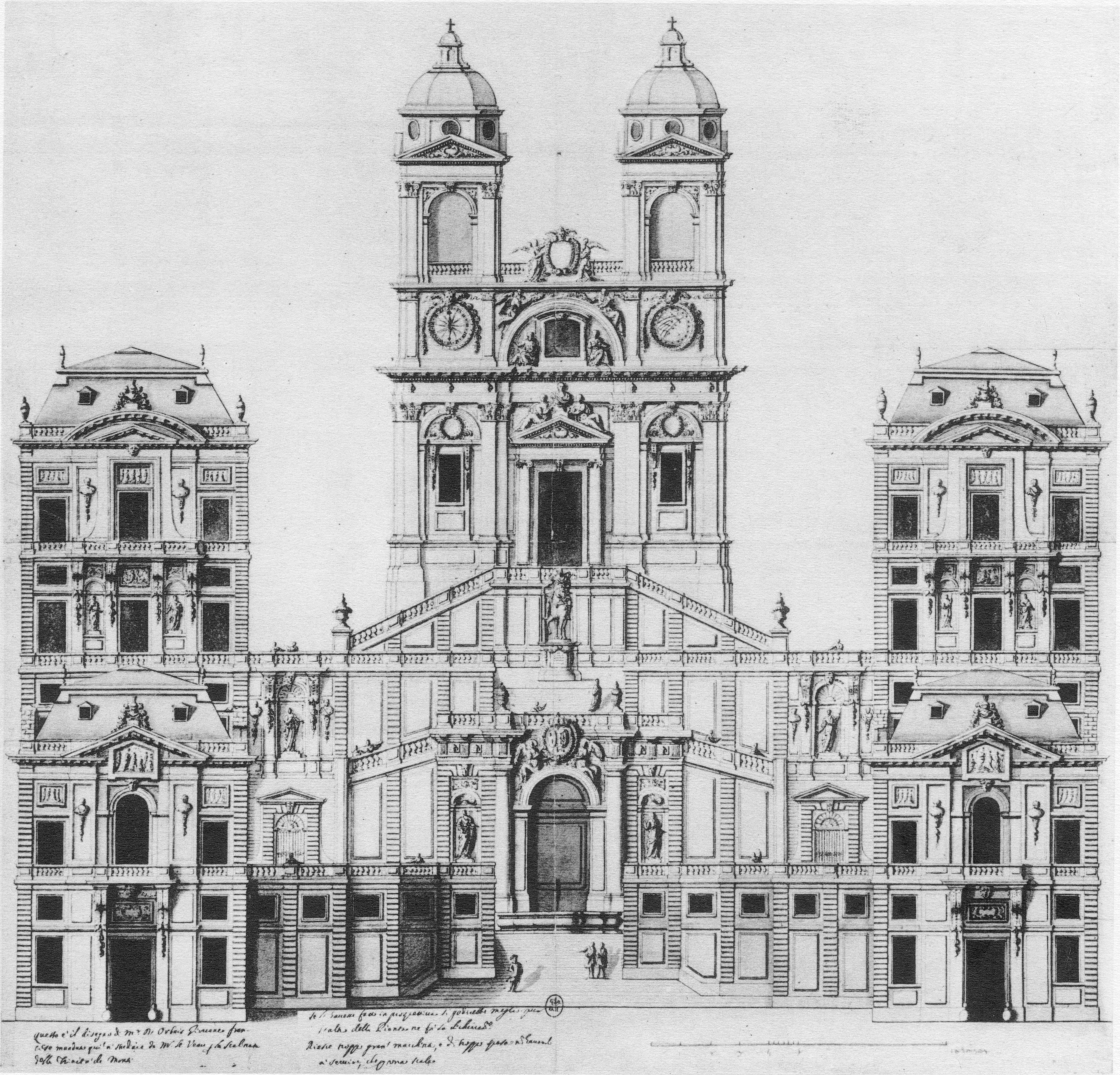
Проект церкви Сантиссима-Тринита-дей-Монти в Риме.
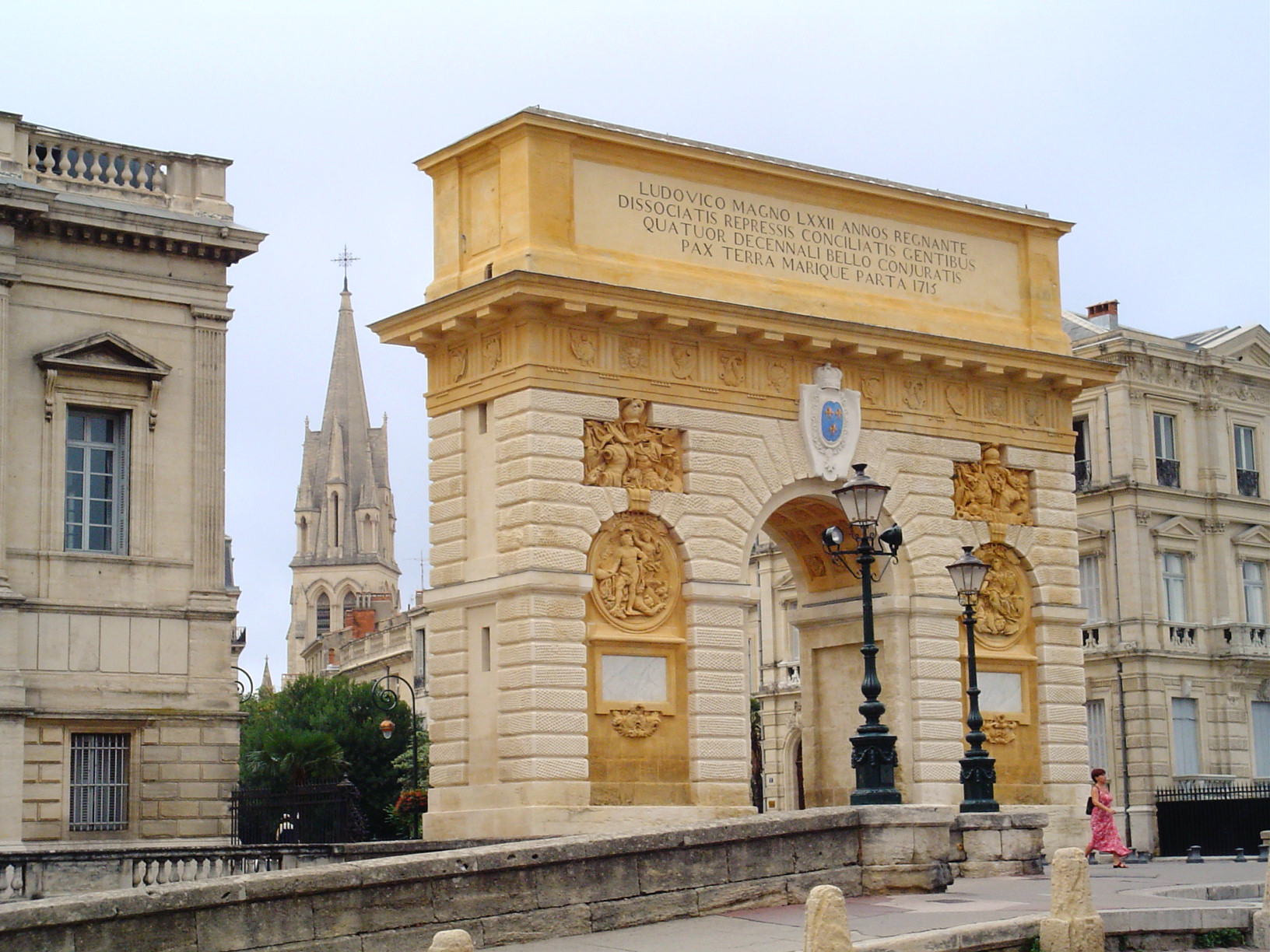
Триумфальная арка дю Пейру в Монпелье. Проект 1690 г. Строительство Огюстен-Шарля д’Авилера